# Конюхи (річка)
Конюхи — річка в Україні, у Тернопільському районі Тернопільської області, ліва притока Ценівки (басейн Дністра).

## Опис
Довжина річки приблизно 9 км. Висота витоку над рівнем моря — 274 м, висота гирла — 295 м, падіння річки — 79 м, похил річки — 8,78 м/км. Формується з багатьох безіменних струмків та 1 водойми.

## Розташування
Бере початок на південно-східній стороні від села Августівка. Тече переважно на південний захід через села Конюхи та Бишки. На північно-східній стороні від села Потік впадає в річку Ценівку, ліву притоку Золотої Липи.

## Притоки
- Корса (права).